# Slottaïta
La slottaïta és un mineral de la classe dels fosfats que pertany al supergrup de l'alunita. Rep el nom del col·leccionista i comerciant de minerals alemany Carsten Slotta (Gant, Bèlgica, 4 de desembre de 1975) per les seves contribucions a la mineralogia de la Selva Negra, a Alemanya. Va descobrir el mineral i va proporcionar exemplars per a l'estudi.

## Característiques
La slottaïta és un fosfat de fórmula química SrFe³⁺₃(PO₄)(SO₄)(OH)₆. Va ser aprovada com a espècie vàlida per l'Associació Mineralògica Internacional en el mes d’octubre de l'any 2024, i encara resta pendent de publicació. Cristal·litza en el sistema trigonal.
Segons la classificació de Nickel-Strunz pertany a «08.BL: Fosfats, etc. amb anions addicionals, sense H₂O, amb cations de mida mitjana i gran, (OH, etc.):RO₄ = 3:1» juntament amb altres minerals com la beudantita, la corkita, la crandal·lita o la dussertita, entre d'altres. L'exemplar que va servir per a determinar l'espècie, el que es coneix com a material tipus, es troba conservat a les col·leccions del Museu Mineralògic Fersmann, de l'Acadèmia de Ciències de Rússia, a Moscou (Rússia), amb el número de registre: 6155/1.

## Formació i jaciments
Va ser descoberta a la mina Clara, situada a la localitat d'Oberwolfach, a la regió de Friburg (Baden-Württemberg, Alemanya). Aquesta mina alemanya és l'únic indret de tot el planeta on ha estat descrita aquesta espècie mineral.